# Idaea grisea
Idaea grisea är en fjärilsart som beskrevs av Thierry-mieg 1889. Idaea grisea ingår i släktet Idaea och familjen mätare. Inga underarter finns listade i Catalogue of Life.